# Rebibbia (métro de Rome)
Rebibbia est une station de la ligne B du métro de Rome. Située sur la via Tiburtina, elle tient son nom de sa localisation dans la zone de Rebibbia du quartier de Ponte Mammolo.

## Situation sur le réseau
Établie en souterrain, la station Rebibbia est un terminus nord de la ligne B du métro de Rome, après la station Ponte Mammolo, en direction de Laurentina.

## Histoire
La station de métro a été inaugurée en 8 décembre 1990.
En décembre 2014, l'auteur de bande dessinée Zerocalcare a réalisé une peinture murale près de la station Rebibbia.

## À proximité
La station est située a courte distance du complexe pénitentiaire Rebibbia (it), l'un des plus grands d'Italie.